# Notobubon collinum
Notobubon collinum är en växtart i släktet Dregea och familjen flockblommiga växter.
Arten är en liten buske som förekommer i södra Sydafrika. Den beskrevs av Christian Friedrich Frederik Ecklon och Carl Ludwig Philipp Zeyher som Dregea collina 1837, och fick sitt nu gällande namn av Anthony R. Magee 2016.